# Burst!
Burst! was een computerprogramma, meer bepaald een BitTorrent-client. Het programma werd ontworpen om zogenaamde torrentbestanden te downloaden. Een torrent is een P2P-systeem dat gebruikmaakt van een centrale server, van waarop zelf geen bestanden te downloaden zijn, maar die het downloaden coördineert.
De ontwikkeling van Burst! begon in 2002 en raakte bekend onder de naam BTSeeder, aangezien het initiële doel van het programma was om de seeders (de uploaders van de bestanden) het gemakkelijker te maken.
Burst! werd geprogrammeerd in Object Pascal en Python, door gebruik te maken van Kylix.